# Рибнички партизански одред
Рибнички народноослободилачки партизански (НОП) одред  је био партизанска јединица у саставу Народноослободилачке војске и партизанских одреда Југославије током Другог светског рата у Босни и Херцеговини.

## Историјат
Формиран је у селу Црквеном код Кључа у Босни 15. априла 1943. од 2. (Рибничког) батаљона 7. крајишке бригаде који се у четвртој непријатељевој офанзиви, крајем фебруара 1943, одвојио од Бригаде и остао у Босанској крајини. Батаљон се 3. марта повезао с јединицама 5. крајишке дивизије, али је заједно с њом набачен на Шатор-планину, где је у борби претрпео тешке губитке. Од око 300 бораца, до повратка у Рибник, спао је за само 7 дана на око 170 бораца. У марту је, садејствујући 4. крајишкој бригади, био ангажован према Мркоњић-граду, али захваћен тифусом, остао је у Рибнику и даље одвојен од осталих јединица 1. босанског корпуса. У априлу се опоравио, нарастао на око 250 бораца и при формирању одреда преформиран у два батаљона. Одред је био у саставу 4. дивизије, па Грмечке групе НОП одреда и, најзад, 10. дивизије. С ослонцем на слободну територију Рибника, дејствовао је у изворном делу ријеке Сане захватајући постепено читаво подручје среза Кључ и делове срезова Мркоњић-Град и Сански Мост. Поред ометања непријатељског саобраћаја комуникацијом Босански Петровац—Кључ—Мркоњић-Град, Одред је вршио обезбеђење каравана којим је из Подгрмеча отпремана храна у Јањ, и до средине јуна одбио четири већа напада на слободну територију Рибника. Због прилива нових бораца формиран је 24. јуна 3. батаљон, а у јулу и одељење за везу, артиљеријскоиминобацачко одељење, једна теренска чета и Војни суд одреда, а заштитни вод прерастао је у чету. Почетком јуна Одред је имао 652 борца од чега 62 члана КПЈ, 21 кандидатаи 119 чланова СКОЈ. Већ 30. јула у Одреду је било 107 чланова КПЈ, 35 кандидата и 166 чланова СКОЈ; бројно стање Одреда повећало се у августу на преко 900 бораца. Међу значајније акције Одреда спадају напад на Кључ 17—18. јула 1943, којом приликом је Одрд заробио око 100 домобрана и запленио 4 хаубице, 3 митраљеза и око 80 пушака (у садејству са 6. и 8. крајишком бригадом), уништење домобранске сатније у заседи 23/24. јула код села Велечева, којом приликом је заплењено 48 пушака, 2 аутомата, 6 пушкомитраљеза, 3 митраљеза и разбијање четничког Босанско-крајишког корпуса на Мањачи у августу (у садејству са 6. и 8. крајишком бригадом). Теренска Рибничка чета је 18. децембра 1943. преименована у нови Одред (названи 2. рибнички НОПО). Он је ускоро нарастао на око 200 бораца и у току јесени и зиме изводио мање акције, углавном, против слабијих четничких група. Одред је 26. марта 1944. ушао у састав новоформиране 15. крајишке бригаде као њен 1. батаљон.